# Ora (singolo Jovanotti)
Ora è il quinto ed ultimo singolo estratto dall'omonimo album di Jovanotti, pubblicato il 29 novembre 2011 dalla Universal, affiancato sull'iTunes Store da una versione Super Deluxe dell'album, con 2 tracce aggiuntive. Questo brano è stato esibito per la prima volta al Il più grande spettacolo dopo il weekend, uno show dell'amico Fiorello, che prende il nome dal precedente singolo di Jovanotti Il più grande spettacolo dopo il Big Bang.

## Il brano
Ora, estratta come quinto singolo, è la canzone che dà il titolo al diciottesimo album di Jovanotti. Ora è una delle prime canzoni scritte e registrate per l'album e solo a pochi giorni dalla chiusura del lavoro ha dato il titolo all'intero progetto. È una canzone emozionante, dal suono innovativo che fonde elementi di elettronica a colori di basso distorto, per esplodere in un finale orchestrale di grande impatto. Nei concerti del Lorenzo Live - Ora in Tour 2011-2012 è la canzone centrale dello spettacolo, il perno emotivo intorno al quale ruota tutto lo show ma anche l'intero disco. A proposito del brano Jovanotti ha dichiarato:

## Il video
Il video, diretto e montato da Michele Lugaresi, è del tutto innovativo: le scene, in cui si susseguono persone comuni a Jovanotti (al PalaCredito di Romagna) riprese nella loro quotidianità, sono riprese da due videocamere affiancate e i fotogrammi di ciascuno dei due filmati sono stati incrociati ottenendo un unico video, in cui si alternano frame di una e dell'altra videocamera. L'effetto finale è quello di una percezione della tridimensionalità dell'ambiente di ripresa, senza l'uso di occhiali o schermi speciali. Questo è il primo video di Jovanotti in 3D.

## Tracce
1. Ora (Jovanotti, Michele Canova) - 4:00

## Classifiche
| Classifica (2011-12) | Posizione massima |
| -------------------- | ----------------- |
| Croazia              | 35                |
| Italia               | 6                 |

### Andamento nella classifica italiana
| Posizione | 88 | 6 | 12 |